# Theseus
Pour les articles homonymes, voir HMS Theseus et Thésée (homonymie).

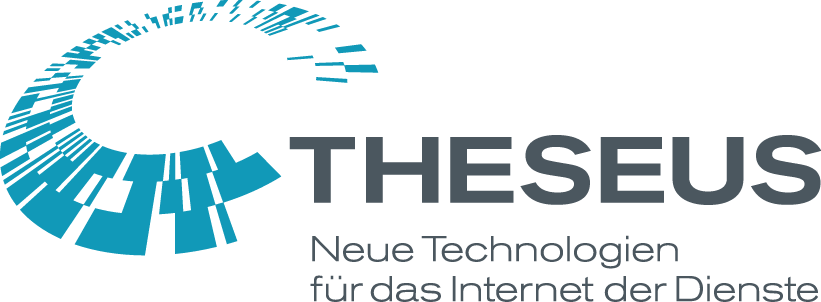
Logo

Theseus est un moteur de recherche financé par le gouvernement allemand.
Après que la France et l'Allemagne se sont unies autour du programme Quaero de recherche en développement sur les principes des moteurs de recherches, une scission s'est faite et l'Allemagne, qui trouvait son rôle peu actif, a porté son projet propre Theseus. Il a été précisé que ces projets n'étaient pas concurrents mais complémentaires, Theseus ayant une approche sémantique de la recherche, alors que Quaero est plus axé multimédia. La Commission européenne valide en juillet 2007 120 M€ d'aides d'ici à 2011 pour le projet. Les entreprises SAP, Siemens et Deutsche Telekom participent au projet.